# Сан-Хосе (Коста-Рика)
Сан-Хосе́ (исп. San José) — столица и крупнейший город Коста-Рики. Административный центр провинции Сан-Хосе. Сан-Хосе расположен в центре страны, на горном плато, называемом Центральной долиной, возвышающимся на высоте около 1170 м над уровнем моря. Население кантона Сан-Хосе 350 тыс. жителей (2008): во второй половине XX века население города быстро росло; ещё в 1950 г. население города насчитывало всего 86 900 человек. Агломерация Сан-Хосе выходит за пределы кантона, её население более 1 миллиона человек.
В 90 км к северо-западу расположено крупнейшее озеро Коста-Рики — Ареналь.

## Этимология
Город основан в 1737 году и первоначально назывался Вилья-Нуэва — «новое селение»; позже получил распространение агиотопоним Сан-Хосе — «Святой
Хосе», широко распространённый в испаноязычных странах.

## История
Поселение в области, известной как Ла-Бока-дель-Монте (исп. La Boca del Monte), было основано в 1737 году изгнанными из колониальной столицы Картаго контрабандистами. Новый посёлок должен был объединить разрозненных по долине Ассери поселенцев в единый приход, для которого в 1740 году была построена церковь святого Иосифа. Посёлок испытывал недостаток питьевой воды и рос медленно, ситуация изменилась только с открытием табачной фабрики Коста-Рики, которая способствовала скорейшей урбанизации.
До 1824 года Сан-Хосе оставался небольшим посёлком. В тот год первый избранный глава государства, либерал Хуан Мора Фернандес, решил переместить правительство Коста-Рики из старой испанской колониальной столицы Картаго и построить новый город. Быстро выросла новая столица Сан-Хосе, расширяясь в Центральную долину. Из-за того, что город был основан поздно, в Сан-Хосе немного испанской колониальной архитектуры, присущей другим латиноамериканским столицам. 9 августа 1884 Сан-Хосе стал первым городом в Латинской Америке, освещённым электричеством. В 1940 году открылся Коста-риканский университет.

## Галерея (Экспонаты из музея Доколумбова золота)

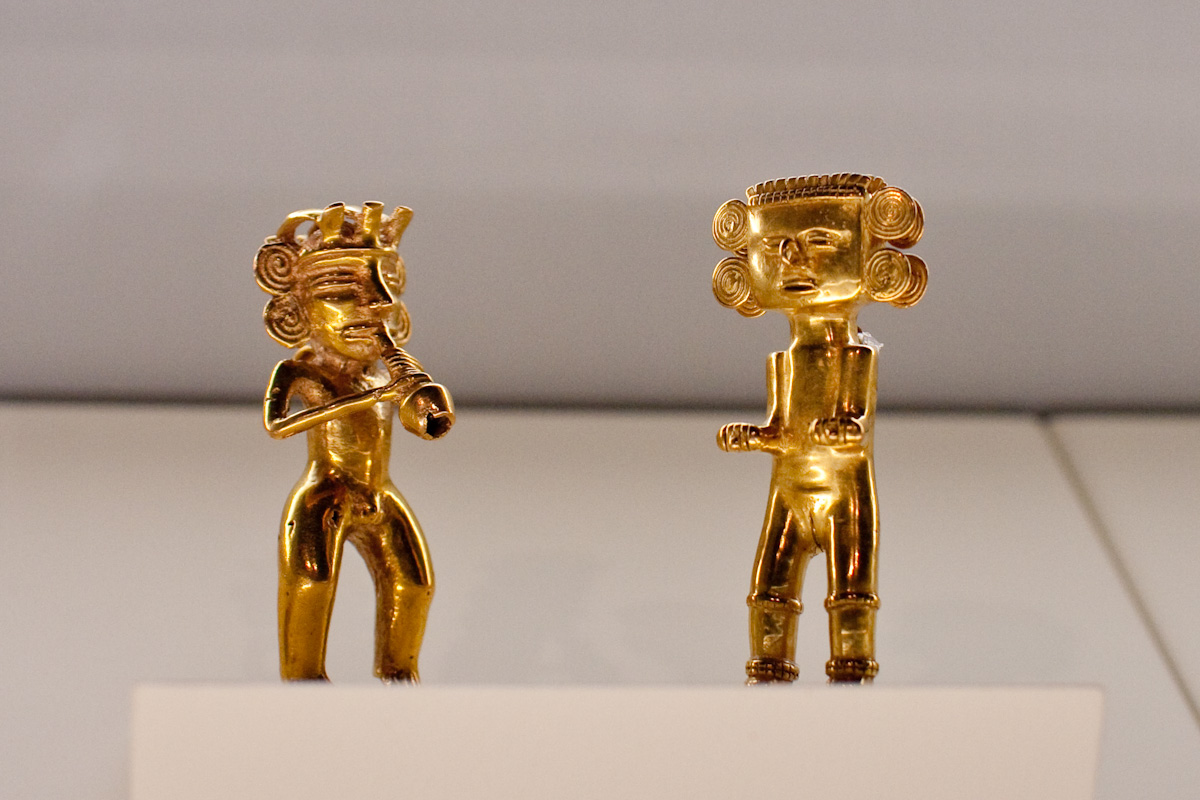
Золотые фигурки
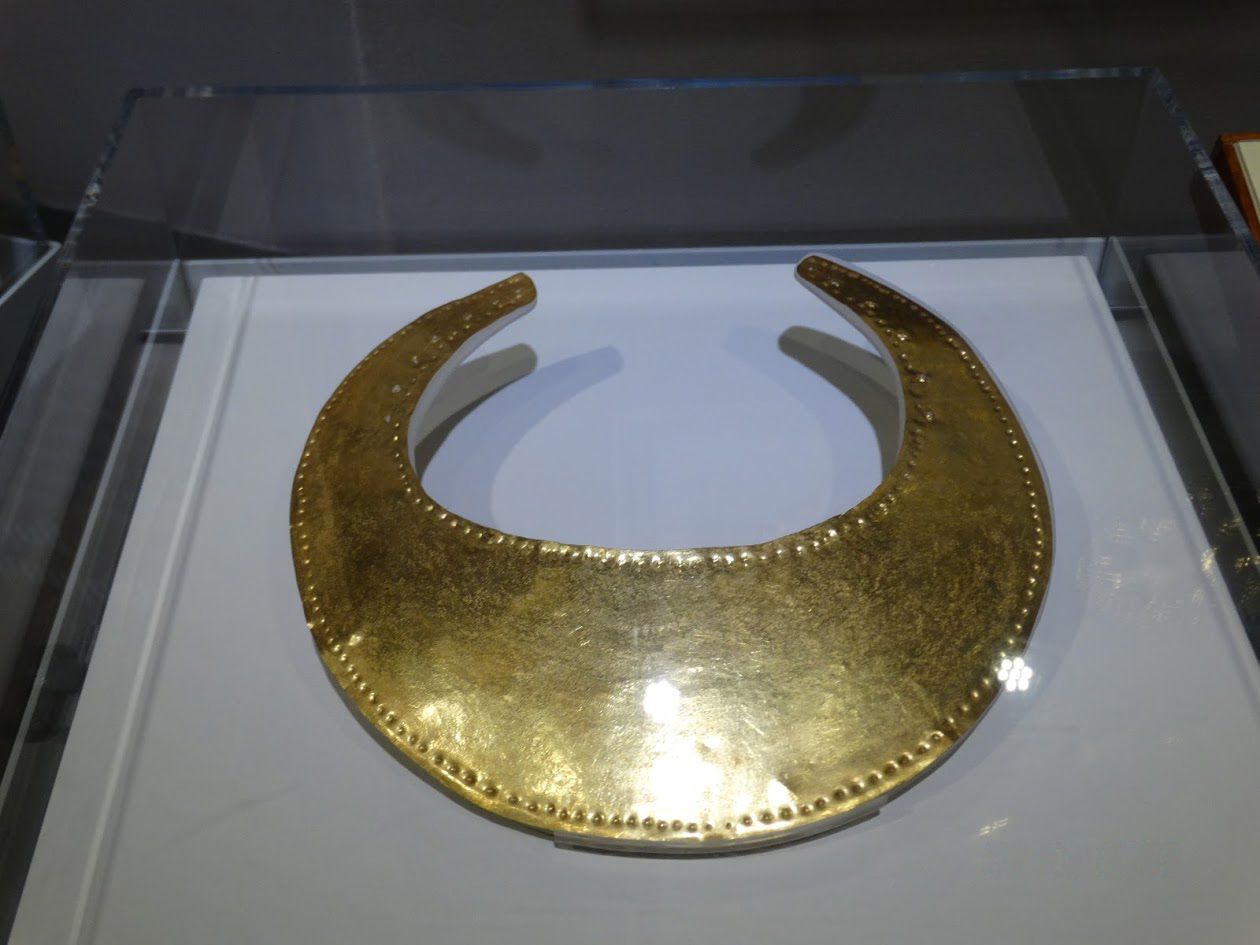
Золотое украшение
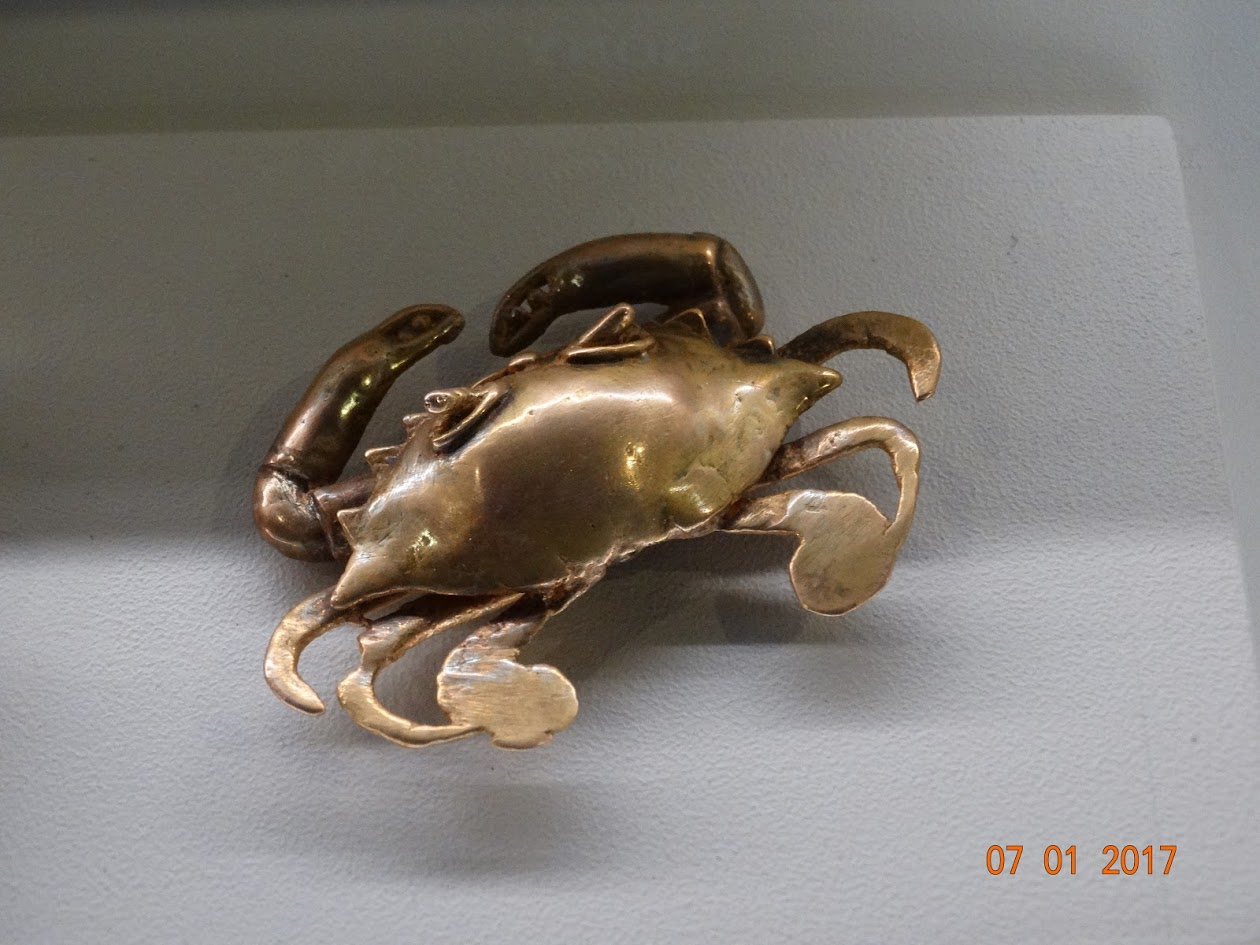
Золотой краб
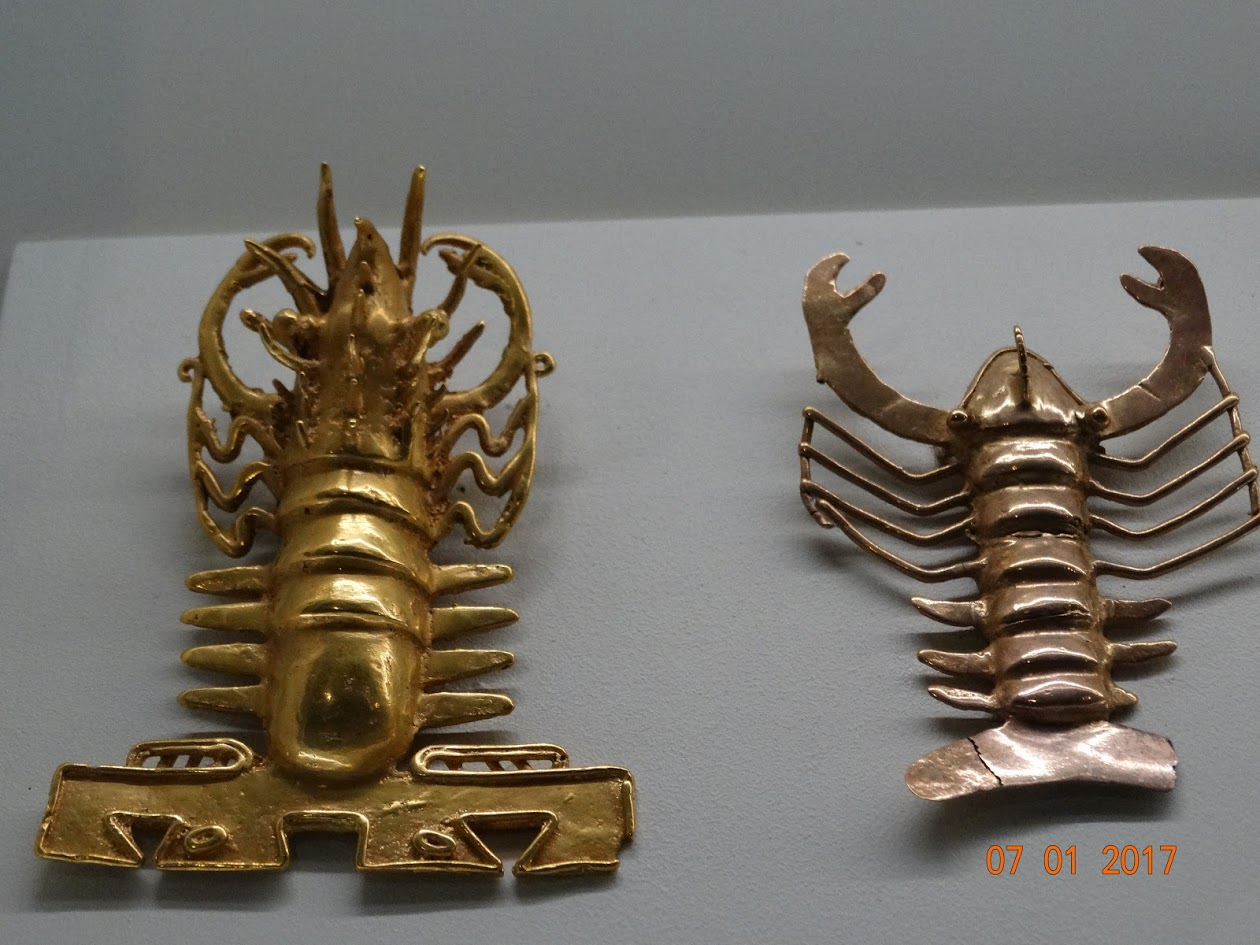
Золотой скорпион
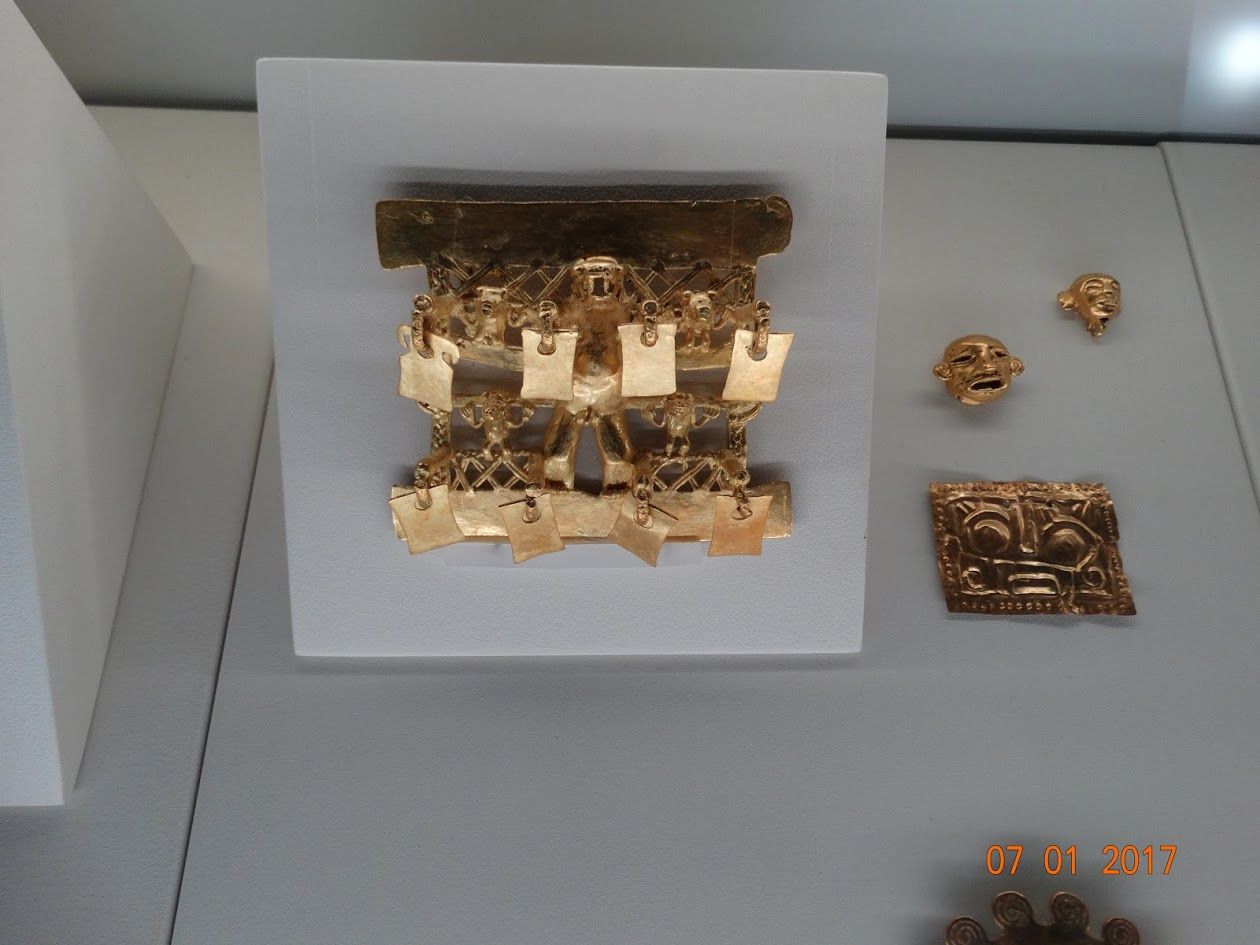
Золотой гребень

## Климат
Сан-Хосе имеет субэкваториальный климат, смягчённый высотой города (1170 метров). Наблюдается длительный влажный сезон со второй половины апреля по первую половину ноября и непродолжительный сухой сезон с декабря по март, в течение которого осадки выпадают редко, впрочем, всё же выпадают. Также во время влажного сезона наблюдается невыраженный «сухой сезон» в июле, когда количество выпадающих осадков уменьшается. Вызвано это удалением Солнца к тропику Рака, так как Сан-Хосе всё же находится не строго на экваторе.
| Показатель                      | Янв. | Фев. | Март | Апр. | Май   | Июнь  | Июль  | Авг.  | Сен.  | Окт.  | Нояб. | Дек. | Год   |
| ------------------------------- | ---- | ---- | ---- | ---- | ----- | ----- | ----- | ----- | ----- | ----- | ----- | ---- | ----- |
| Абсолютный максимум, °C         | 30   | 31   | 32   | 31   | 31    | 33    | 28    | 29    | 30    | 29    | 28    | 30   | 33    |
| Средний суточный максимум, °C   | 27,9 | 28,6 | 29,6 | 29,6 | 28,5  | 27,5  | 27,7  | 27,7  | 27,2  | 27,0  | 27,1  | 27,7 | 28,01 |
| Средняя температура, °C         | 21,8 | 22,2 | 22,8 | 23,0 | 22,2  | 21,7  | 22,0  | 21,8  | 21,3  | 21,2  | 21,6  | 21,8 | 21,95 |
| Средний суточный минимум, °C    | 17,4 | 17,2 | 17,6 | 18,0 | 18,1  | 17,9  | 18,2  | 17,7  | 17,4  | 17,4  | 17,4  | 17,4 | 17,64 |
| Абсолютный минимум, °C          | 9    | 10   | 10   | 11   | 12    | 13    | 12    | 13    | 13    | 12    | 11    | 9    | 9     |
| Норма осадков, мм               | 6,3  | 10,2 | 13,8 | 79,9 | 267,6 | 280,1 | 181,5 | 276,9 | 335,1 | 330,6 | 133,5 | 33,5 | 1971  |
| Источник: Hong Kong Observatory |      |      |      |      |       |       |       |       |       |       |       |      |       |

## Культура
Единственный в Коста-Рике русский зарубежный театр Балаган-арт.

## Города-побратимы
- Буэнос-Айрес (исп. Buenos Aires), Аргентина
- Каракас (исп. Caracas), Венесуэла
- Кито (исп. Quito), Эквадор
- Тайбэй (кит. 台北), Китайская Республика
- Сантьяго (исп. Santiago), Чили
- Рио-де-Жанейро (порт. Rio de Janeiro), Бразилия
- Мадрид (исп. Madrid), Испания
- Чимботе (исп. Chimbote), Перу
- Уанкайо (исп. Huancayo), Перу
- Хульяка (исп. Juliaca), Перу
- Лима (исп. Lima), Перу
- Майами-Дейд (англ. Miami-Dade), США
- Мак-Аллен (англ. McAllen), США
- Сан-Хосе (англ. San Jose), США
- Кфар-Сава (ивр. כפר סבא‎), Израиль
- Окаяма (яп. 岡山), Япония
- Гвадалахара (исп. Guadalajara), Мексика
- Мехико (исп. México), Мексика
- Манагуа (исп. Managua), Никарагуа
- Панама (исп. Panamá), Панама
- Пекин (кит. 北京), Китай
- Ауачапан (исп. Ahuachapán), Сальвадор
- Гватемала (исп. Guatemala), Гватемала
- Кесальтенанго (исп. Quetzaltenango), Гватемала
- Сан-Паулу (порт. São Paulo), Бразилия
- Маракай (исп. Maracay), Венесуэла
- Монтевидео (исп. Montevideo), Уругвай
- Сан-Педро-Сула (исп. San Pedro Sula), Гондурас
- Сан-Сальвадор (исп. San Salvador), Сальвадор
- Тегусигальпа (исп. Tegucigalpa), Гондурас